# 阿尔图尔·阿尔图罗维奇·德米特里耶夫
阿尔图尔·阿尔图罗维奇·德米特里耶夫（羅馬化：Artur Arturovich Dmitriyev；1992年9月7日—）是一名俄罗斯花样滑冰运动员，目前代表美国参加比赛。他是2015年冰挑战（Ice Challenge）赛冠军、2014年尼斯杯银牌得主，并参加过三届世界青少年花样滑冰锦标赛，两次进入前十名。他是第一位在国际比赛中尝试四周半跳的滑冰运动员。